# シシュナーガ朝

シシュナーガ朝

王国の拡大の様子

シシュナーガ朝（成立年代不明 - 紀元前4世紀頃）は古代インドに栄えたマガダ国の王朝。その歴史についての記録は神話と伝説の色彩が強く、史実を読み取るのは容易ではない。シシュナーガ王によって建てられ、紀元前4世紀頃ナンダ朝によって滅ぼされたと伝えられる。日本語ではしばしばシャイシュナーガ朝とも表記される。

## 歴史
シシュナーガ王が建設したとされるが、その経緯や即位順などについては諸種の記録で大きく食い違っている。
プラーナ文献ではシシュナーガは釈迦と関わりの深かったビンビサーラ王やアジャータシャトル王より以前の王であり、これらの王はシシュナーガ朝の王であったことになる。だが『マハーヴァンサ』（『大史』）の記録ではシシュナーガはビンビサーラ王やアジャータシャトル王より後の王であるとされている。それによれば、アジャータシャトルの4代後の王であるナーガダーサカ王の時代、5代に渡って続いた父殺しのために「彼は父殺しの家系である」として王に相応しくないと主張した市民達によってナーガダーサカが廃位され、大臣であったシシュナーガが推挙されて王となり王朝を開いたと伝えられている。
現在では即位順については『マハーヴァンサ』の記述の方が「事実に近い」と言われている。特にマガダ国の首都であったラージャグリハ（王舎城）がビンビサーラ王やアジャータシャトル王の時代には大規模造営が続いているのに対し、シシュナーガがヴェーサーリーを復興したためにラージャグリハが首都の資格を失ったとする記録があり、シシュナーガ王をビンビサーラ王やアジャータシャトル王より以前の王とすることには合理性に欠けるのである。（ただしシシュナーガ以前にマガダ国の首都がラージャグリハからパータリプトラに遷っていたと推定されている。どちらにせよ、ビンビサーラ王やアジャータシャトル王がシシュナーガ王より後の時代の人物であるとすれば、彼らの主要な活動範囲がラージャグリハであるとは考え難いといわれている。だが、確実な証拠といえる物は無く、定説とまでは言えない。）
シシュナーガ王は即位後、アヴァンティ国を支配していたプラディヨータ朝を滅ぼしたと伝えられる。シシュナーガ王の治世の後に王となったのはシシュナーガの息子カーラーショーカ（カーカヴァルナ？）であった。『マハーヴァンサ』によればカーラーショーカ王の治世に第二回仏典結集が行われた。
カーラーショーカ王の後継者は彼の10人の王子達であり、彼らは同時に統治したと伝えられるが、それについての説話や記録は乏しい。シシュナーガ朝の後、紀元前4世紀頃マハーパドマもしくはウグラセーナという人物によってナンダ朝が建国されることになる。
ナンダ朝時代から歴史的性格が濃厚になり始めるのに対し、シシュナーガ朝時代は僅かな記録からおぼろげな輪郭がつかめるものの、未だ伝説の時代であると言うことができる。

## 年代決定
シシュナーガ朝の成立時期については、シシュナーガ王をビンビサーラ王以前とするか以後とするかで大きく変動する。『マハーヴァンサ』（『大史』）や『ディーパヴァンサ』（『島史』）にはビンビサーラ王が釈迦より5歳年下であったとある。釈迦の生没年は未だ定説が無いものの紀元前6世紀もしくは紀元前5世紀頃と推定されている。このため、仮にシシュナーガ王がビンビサーラ王以前とすれば、シシュナーガ朝の創始は紀元前7世紀末か紀元前6世紀初頭、ビンビサーラ王以後とすれば紀元前5世紀末か紀元前4世紀初頭となる。

## 歴代王

### プラーナ文献
- シシュナーガ （在位40年間）
- カーカヴァルナ（カーラーショーカ？ 在位36年間）
- クセマダーマン （在位20年間）
- クシャトラウジャス （在位40年間）
- ヴィンビサーラ （ビンビサーラ 在位28年間）
- アジャータシャトル （アジャータサットゥ 在位33年間）
- ダルシャカ （在位25年間）
- ウダーイン （ウダヤバッダカ 在位33年間）
- ナンディヴァルダナ （在位40年間）
- マハーナンディン （マハーパドマの父？ 在位43年間）

### マハーヴァンサ
- ススナーガ（シシュナーガ 在位18年間）
- カーラーショーカ 在位28年間）
- カーラーショーカの10人の王子 （22年間）
  - バドラセーナ
  - コーランダヴァルナ
  - マングラ
  - サルヴァンジャハ
  - ジャーリカ
  - ウバカ
  - サンジャヤ
  - コーラヴヤ
  - ナンディヴァルダナ
  - パンチャマカ